# دلفین لودو

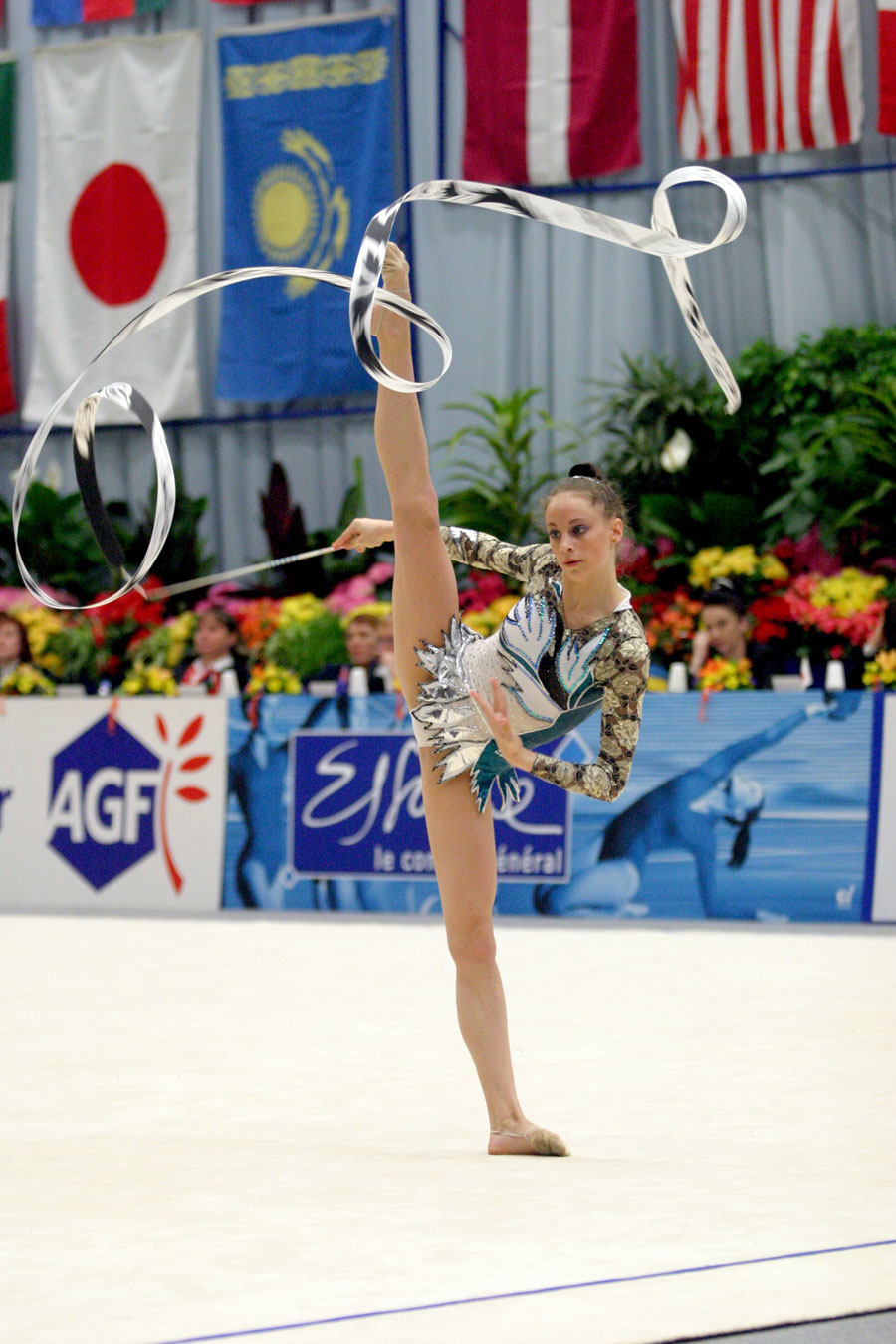
دافین لودو هنگام مسابقه

دلفین لودو (به انگلیسی: Delphine Ledoux) ژیمناست زادهٔ ۱۵ مهٔ ۱۹۸۵ میلادی اهل کشور فرانسه است.